# Impaktit

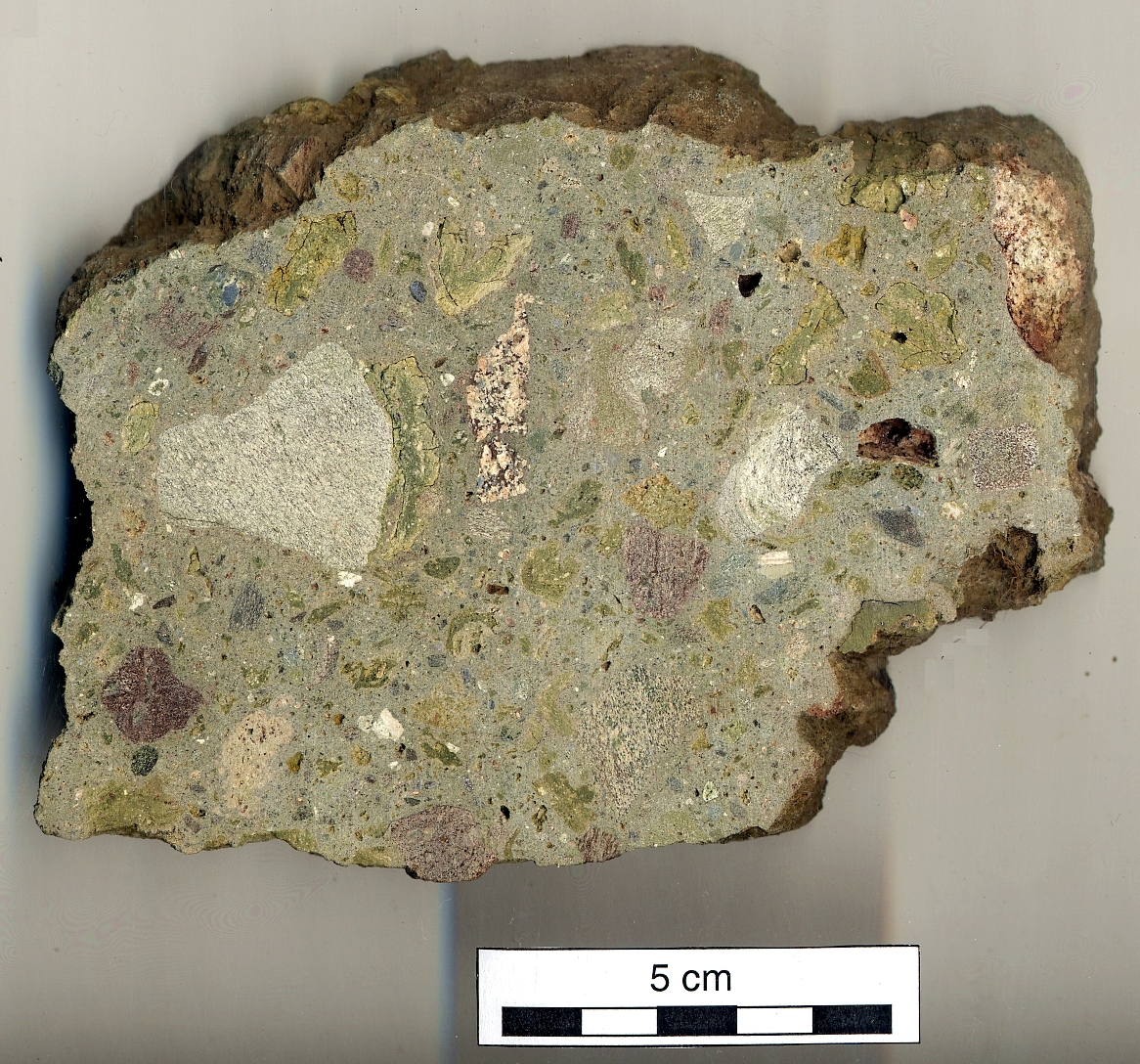
Nazelenalý suevit z impaktního kráteru v Rochechouart, Francie

Impaktity jsou horniny, které vznikají při dopadu meteoritu (impakt) na zemský povrch. Při dopadu meteoritu vznikají silné mechanické síly (vysoký tlak) a vysoké teploty, které v místě dopadu přeměňují pozemské horniny. Mimo jiné se stávající horniny drtí, tvoří se nové minerály, horniny bývají částečně roztaveny a jako impaktní sklo znovu ochlazeny. Nové minerály, které jsou charakteristické pro impaktity, jsou například odrůdy oxidu křemičitého stišovit a coesit, které vznikají pouze velmi vysokým tlakem.
Proces, který vede ke vzniku impaktitů, je známý jako šoková metamorfóza.
Charakteristické vysokotlaké minerály jsou mimo jiné důkazem toho, že určitá struktura zemské kůry vznikla jako impaktní kráter. V Německu je nejznámějším impaktním kráterem Nördlinger Ries s impaktity, jako je například suevit. Ve Francii pak kráter Rochechouart.
Impaktit je souhrnné označení pro všechny horniny, které vznikly jedním nebo více nárazy – tedy srážkou povrchu Země nebo Měsíce s planetárním tělesem. Souhrnný termín lze použít pro pozemské i mimozemské horniny.

## Rozdělení
Podle doporučení Mezinárodní unie geologických věd (International Union of Geological Sciences) lze impaktity v první aproximaci rozdělit na horniny vytvořené při jediném dopadu a na horniny vytvořené z více takových událostí. Posledně jmenované jsou (volné nebo zpevněné) regolity, které se jinak na zemském povrchu nevyskytují. U impaktitů z jedné události se rozlišuje v závislosti na prostorové vzdálenosti od místa dopadu mezi proximálními (impaktní tavené horniny, suevit, impaktní brekcie z míst blízko dopadu meteoritu) a distálními (tektity, mikrotektity) z míst dále od místa dopadu.